# Штабскапітан

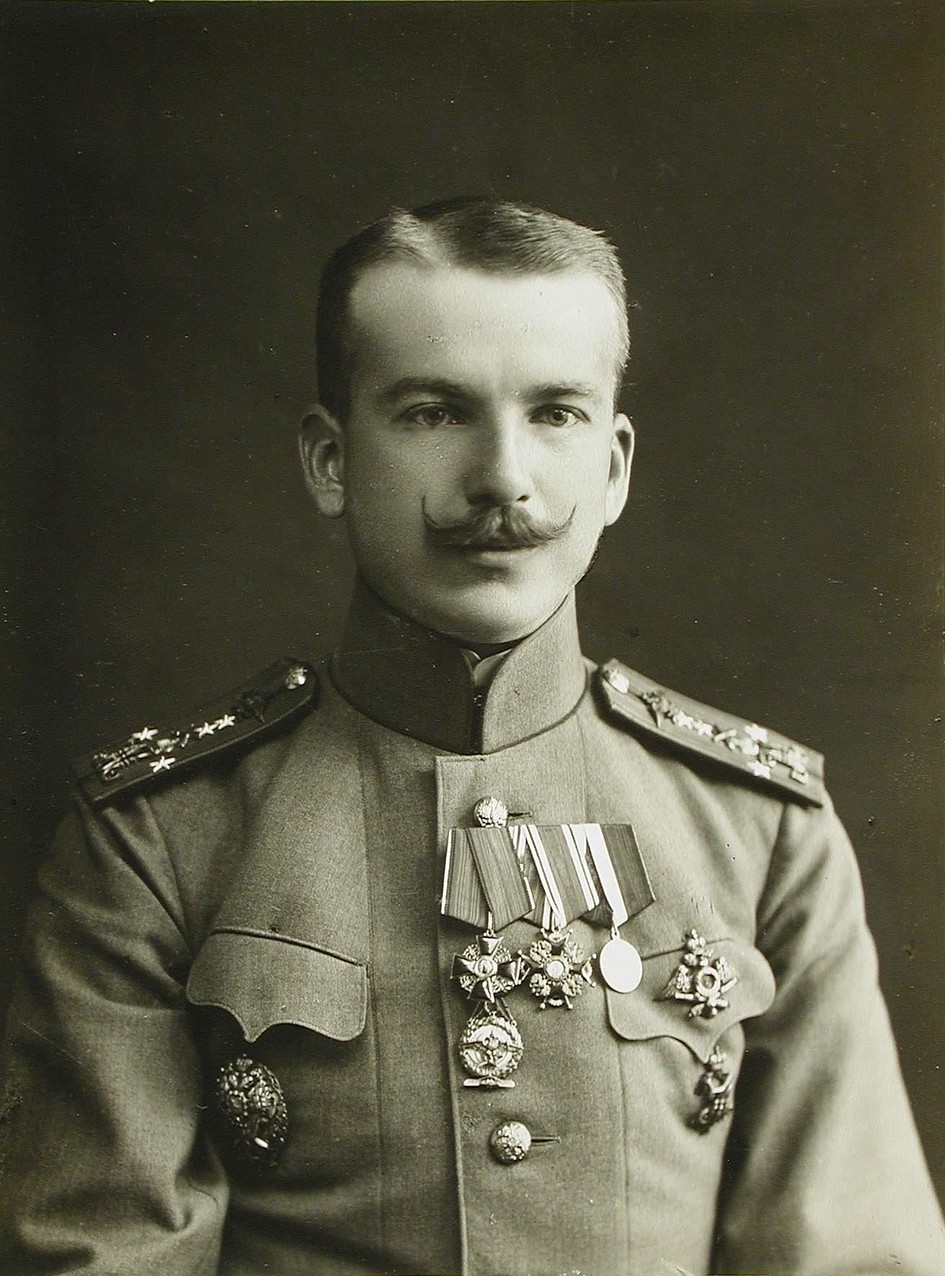
Нестеров П.М. у однострої зі знаками розрізнення штабскапітана

Штабскапіта́н (від пізн. лат. capitaneus — воєначальник, від лат. caput — голова, нім. Stabskapitän) — військове звання (чин) оберофіцерів у російській імператорській армії (крім кавалерії), прусській армії, та молодше офіцерське звання Чехословаччини.

## Офіцерський чинРосійської імператорської армії

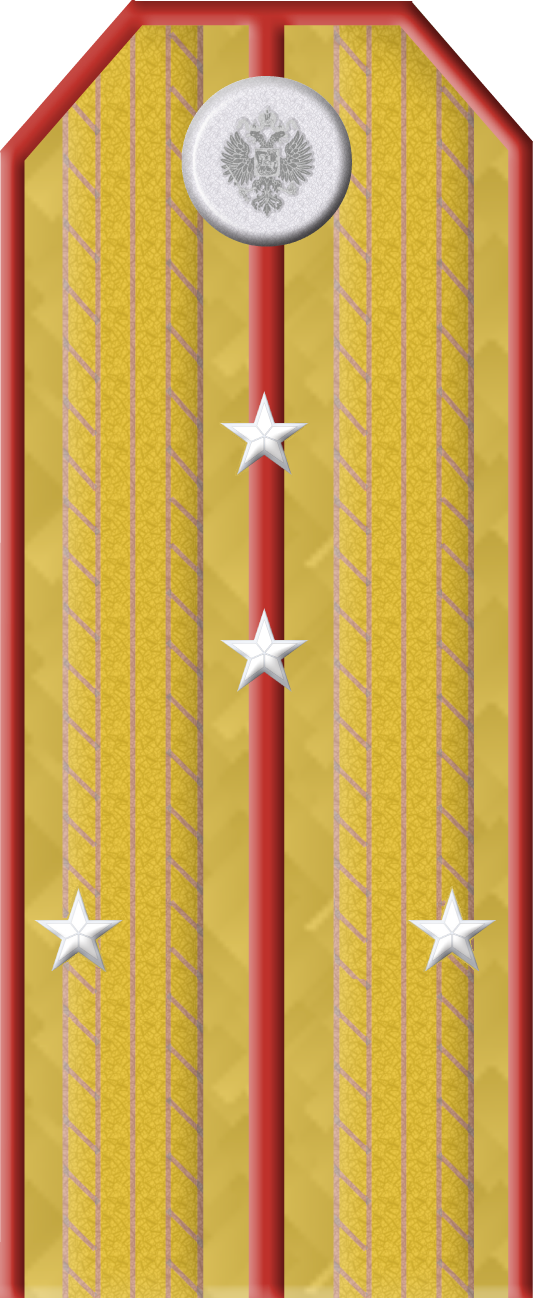
Погон штабскапітана російської імператорської армії

Оберофіцерський чин (звання) в російській армії, остаточно введений у 1797 році замість скасованого чину капітан-поручника. Відповідав чину штабсротмістр кінноти.
Часткова заміна капітан-поручників на штабскапітанів відбулася у 1762 році. У наказі імператора Петра III від 13 березня 1762 року про штати гвардійських піхотних частин вказано: «У штабних ротах капітанам, як у інших ротах не бути, а бути їм як капітан-поручники, тобто за капітанів нижче чином, а за поручників вище і на такій же платні, а називатися вони будуть штабскапітани».
У 1797 році чин капітан-поручника було скасовано, та замінено на чин штабскапітана. Чин остаточно увійшов до Табеля про ранги Російської імперії, та став відноситися до X рангу в піхоті, артилерії, інженерних військах, у кавалерії штабскапітану відповідав штабсротмістр (введений в той самий час замість секунд-ротмістра). Піхотний штабскапітан відповідав цивільному чину колезький секретар, морському чину лейтенант. Гвардійські штабскапітани були у VIII ранзі, що відповідало армійському майору. Такі співвідношення зберігалися до 1884 року.
В зв'язку з реформами армії у 1884 році штабскапітанів та штабсротмістрів було підвищено до IX рангу. Чин штабскапітана відповідав цивільному чину титулярний радник, морському чину лейтенант (у 1907-1911 роках старший лейтенант), підосавулу у козацьких військах. Гвардійські штабскапітани зосталися у VIII ранзі, що з 1884 року відповідало піхотному капітану та ротмістру кінноти. Ці остаточні зміни проіснували до припинення існування Російської імперії у 1917 році. 16 грудня 1917 року після Жовтневого перевороту декретом радянського керівництва було скасовано чини, звання та титули часів Російської імперії. Але цей чин, ще деякий час використовувався у Білій армії (1917-1921).За посадою — заступник командира роти.
Штабскапітан був нижче за чином ніж капітан, та вище за поручника.
Під час реформ Російської армії (1807—1809 років) оберофіцери отримали еполети без бахроми замість погон (1807), а також нового типу горжети (1808). Офіцерські горжети були знаками розрізнення, де комбінацією використаних матеріалів вказувався чин офіцера. Штабскапітан мав срібний горжет, з золоченим гербом, та обідком.
У 1827 році знаки розрізнення з'явилися на еполетах у вигляді металевих п'ятипроменевих зірочок. З 1854 року знаки розрізнення розташовувалися також на погонах. У штабскапітана на кожному погоні чи еполеті було по чотири п'ятипроменеві зірочки. Погони оберофіцерського зразка, з одним просвітом. Розташування зірочок на погонах було ідентично до розташування їх на погонах капітана Збройних сил України до 2016 року.

## Військове звання польських формувань Російської імперії (1917—1918)

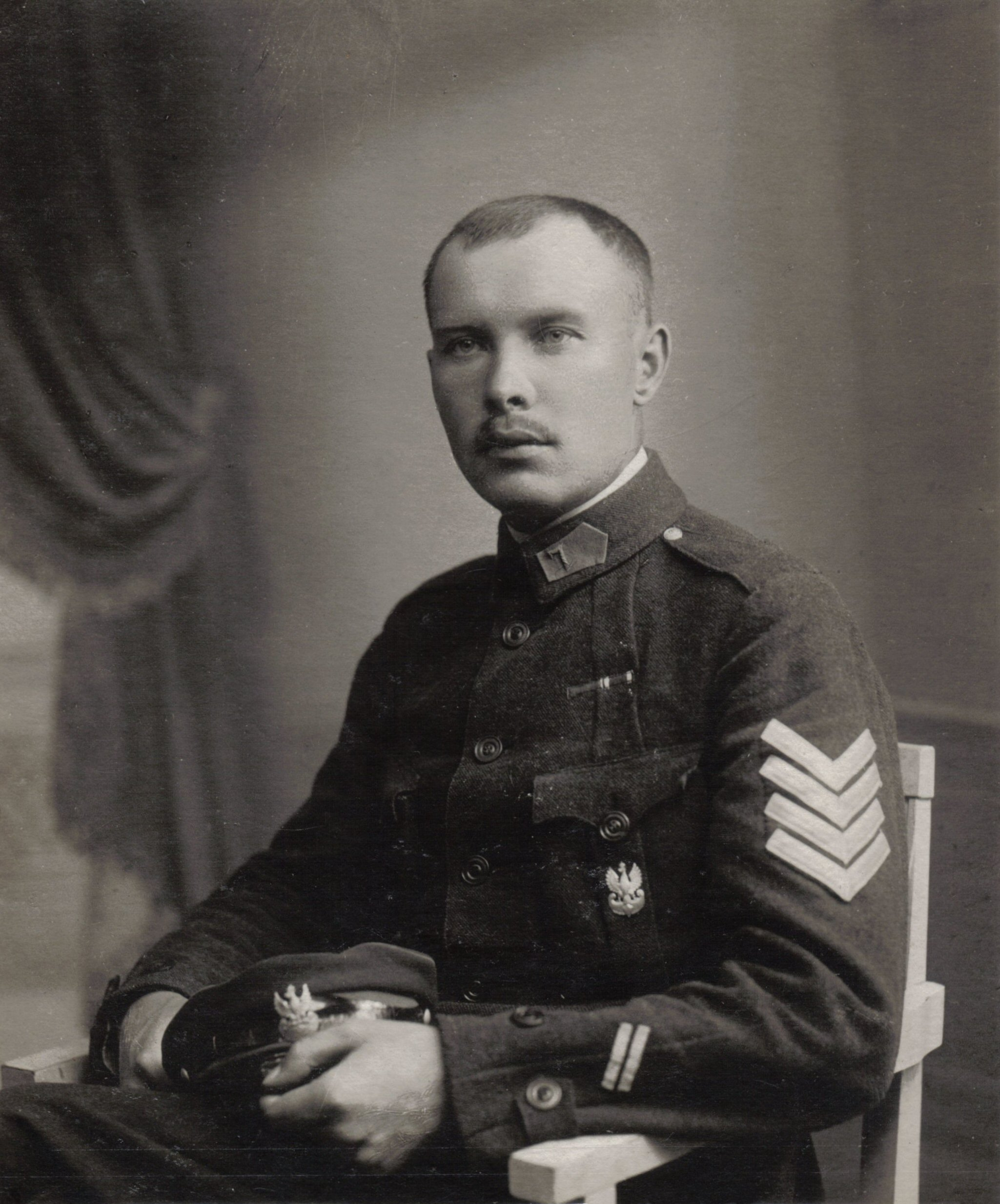
Підкапітан Польської армії на Сході (1917)

У частинах Польської армії на Сході (у Росії) до 1917 року використовувалися російські знаки розрізнення та чини. Після Жовтневих подій 1917 року, поляки почали використовувати військові звання вже притаманні саме для Польщі, також змінилися знаки розрізнення. Погони були скасовані, а звання позначалося стрічками на рукаві. Замість чину штабскапітан, з'явилося звання підкапітан (пол. Podkapitan). Підкапітани, та підротмістри у кінноті, мали за знаки розрізнення чотири кути зі срібного галуну на рукаві. Цей чин не ввійшов у військову ієрархію Другої Речі Посполитої і надалі не використовувалося.

## Військове званняЧехословаччини

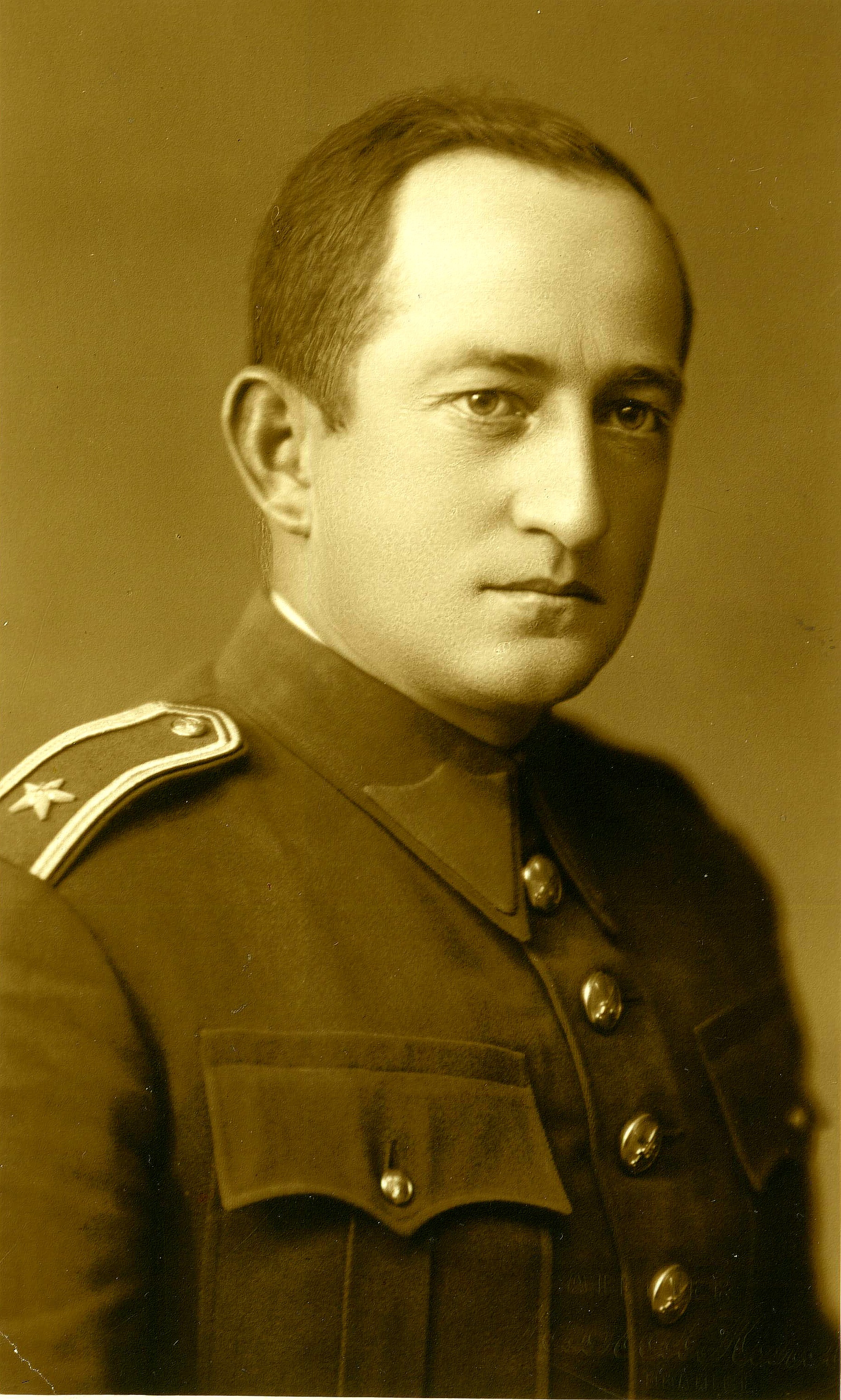
Штабс-капітан чехословацької армії Віктор Колланда (1937)

Офіцерське звання у збройних силах Чехословаччини (чеськ. Štábni kapitán).
У Чехословацькій республіці знаки розрізнення до 1939 року були на погонах, у штабскапітана було по одній п'ятипроменевій зірочці на кожному погоні. Погони штабскапітанів, як у старших офіцерів були з золотою облямівкою. З 1945 по 1950 роки штабскапітани відновленої Чехословаччини носили аналогічні знаки розрізнення.
З 1951—1953 рік знаки розрізнення Чехословацької армії майже збігалися з радянськими. Погон штабскапітана був з двома просвітами, та одною п'ятипроменевою зірочкою, як у майора РСЧА. З 1953 року звання штабскапітану було скасоване, а притаманні цьому званню знаки розрізнення стали відповідними до майору.
Штабскапітан був нижче за чином ніж майор, та вище за капітана.

## Військове звання Німеччини
В армії Пруссії звання штабскапітан (штабсгауптман) було проміжним військовим званням між прем'єр-лейтенант (оберлейтенант) та гауптман (ротмістр).
У 1993 році у Збройних силах Німеччини (Бундесвер) було запроваджене звання штабсгауптмана (нім. Stabshauptmann). Звання штабсгауптмана, відноситься до молодшого офіцерського складу, старше ніж гауптман (капітан), та молодше за майора. За класифікацією НАТО звання капітан, та штабскапітан належать до класу OF-2. Відповідає флотському званню штабскапітан-лейтенанту.
Знаками розрізнення штабсгауптманів, є чотири чотирипроменеві зірочки на погоні.

## Відповідність звання до звання України
Система військових (та спеціальних) звань України побудовано за радянських зразком, де присутнє лише одне капітанське звання.
До 1917 року молодших офіцерських звань (чинів) у Російській імперії налічувалося п'ять (від прапорщика до капітана), в Україні ж налічується чотири (від молодшого лейтенанта до капітана).
У країнах де також існує два капітанських звання (Італія, Німеччина), обидва ці звання відповідають, за класифікацією НАТО до класу OF-2.

## У кінематографі
- У стрічці «Нові пригоди невловимих» (1968), Джигарханян А. Б. грає штабскапітана контррозвідки Овечкіна, одного з антагоністів головних персонажів. У 1971 році була знята третя стрічка трилогії про «невловимих», «Корона російської імперії», де Джигарханян знову виконував роль Овечкіна.

## У літературі
- У російського письменника Купріна О. І. є оповідання «Штабскапітан Рибников» (1906).